# Каранай
Карана́й (рос. Каранай, башк. Ҡаранай) — присілок у складі Буздяцького району Башкортостану, Росія. Входить до складу Канли-Туркеєвської сільської ради.
Населення — 14 осіб (2010; 30 у 2002).
Національний склад:
- башкири — 100 %